# Odontopera imitata
Odontopera imitata är en fjärilsart som beskrevs av W. Warren 1897. Odontopera imitata ingår i släktet Odontopera och familjen mätare. Inga underarter finns listade i Catalogue of Life.